# رود کاساری
رود کاساری (استونیایی: Kasari jõgi) رودی در کشور استونی است.
طول این رود ۱۱۶ کیلومتر است و در شهرستان‌های لنه و رپلا جریان دارد.

## نگارخانه

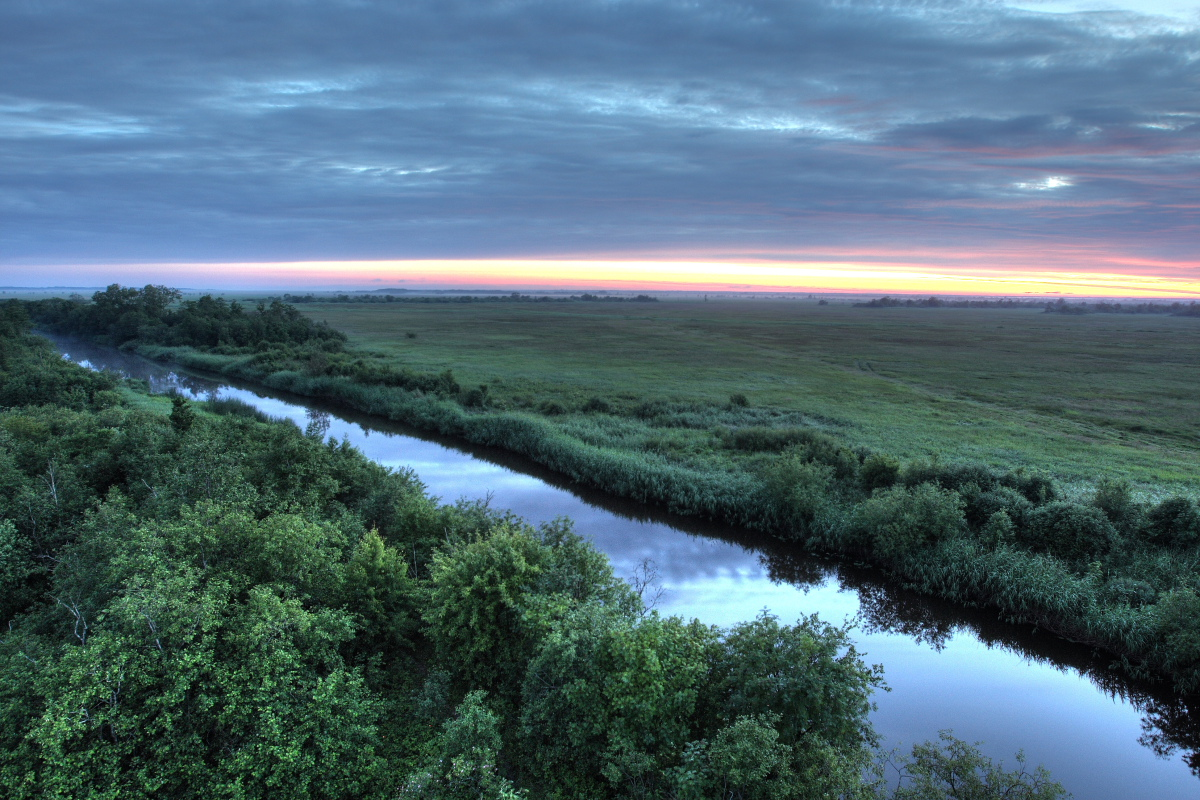
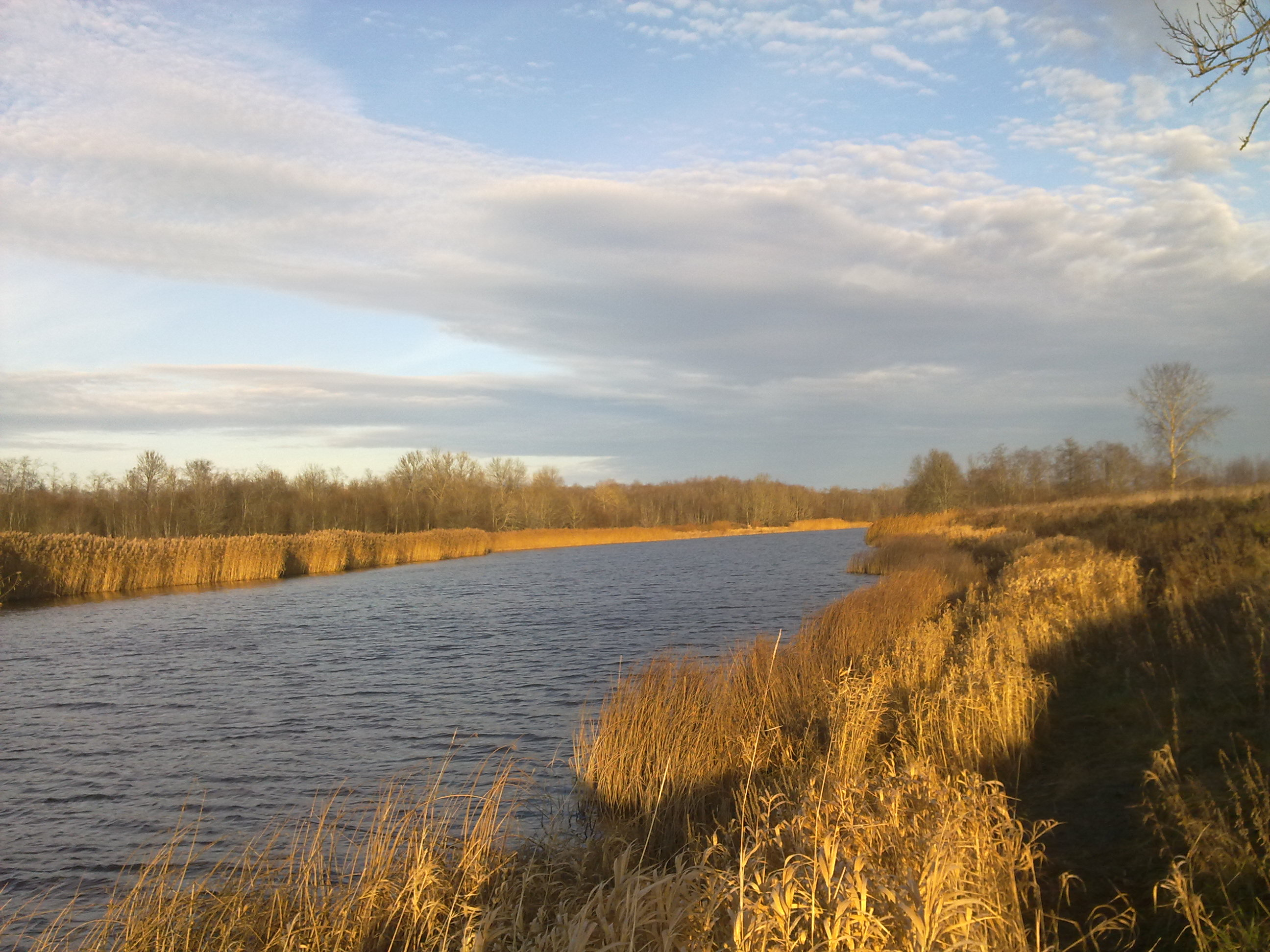
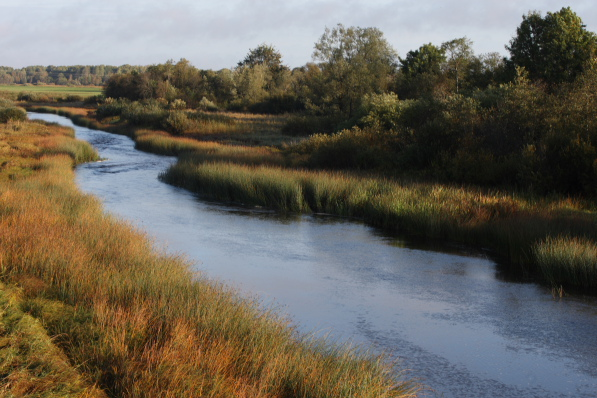
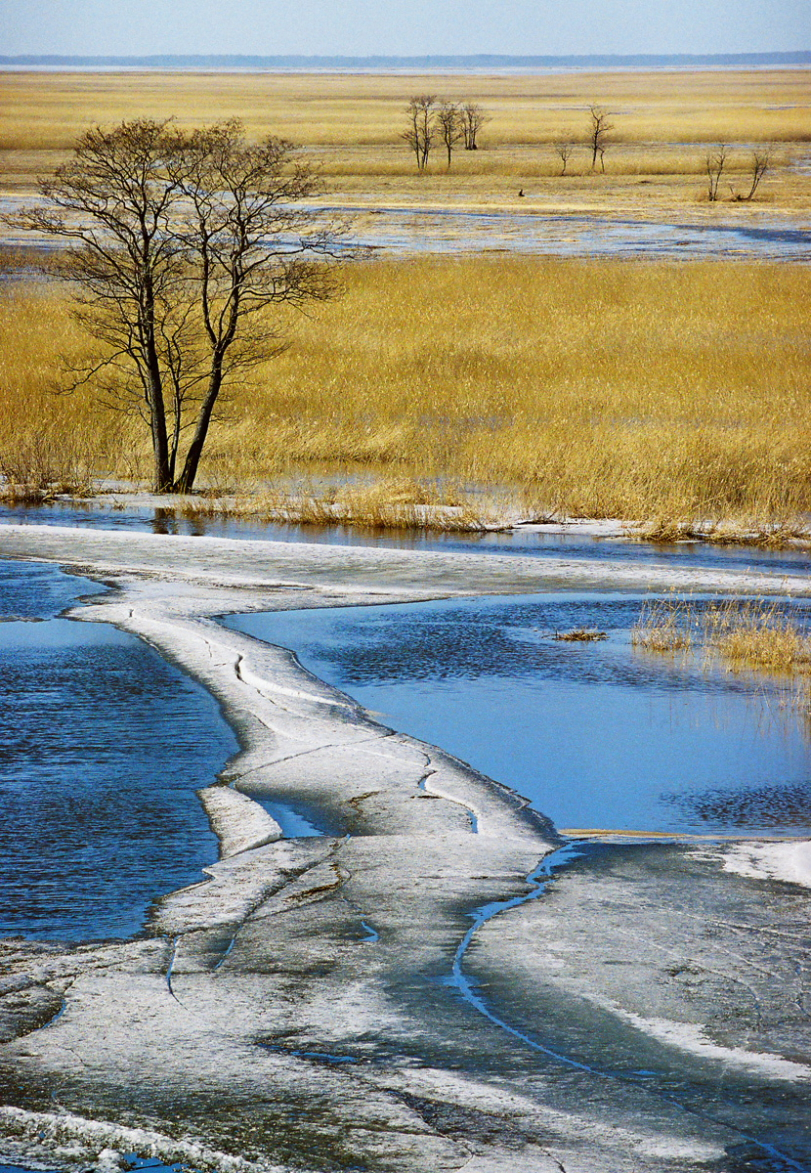